# Delfín Gómez
Delfín Gómez Pérez (ur. 25 grudnia 1928 w Hawanie) – kubański strzelec, olimpijczyk, multimedalista imprez rangi kontynentalnej.

## Przebieg kariery
Gómez wziął udział w Letnich Igrzyskach Olimpijskich 1968, na których wystąpił w skeecie. Zajął w tej konkurencji 30. miejsce wśród 52 strzelców.
Wielokrotny medalista igrzysk panamerykańskich i igrzysk Ameryki Środkowej i Karaibów w skeecie. Podczas pierwszej z wymienionych imprez trzykrotnie stał na podium, zdobywając dwa srebrne i jeden brązowy medal. Na igrzyskach Ameryki Środkowej i Karaibów również wywalczył trzy medale, tym razem dwa złote i jeden brązowy. Indywidualnie był brązowym medalistą Igrzysk Panamerykańskich 1967, a na igrzyskach Ameryki Środkowej i Karaibów zwyciężył w 1966 roku, a także zajął trzecie miejsce w 1970 roku. 
W 1985 roku zdobył brązowy medal w skeecie podczas mistrzostw Ameryki.

## Wyniki olimpijskie
| Igrzyska    | Konkurencja | Wynik       | Miejsce | Źródło |
| ----------- | ----------- | ----------- | ------- | ------ |
| Meksyk 1968 | Skeet       | 187 punktów | 30      | [ 2 ]  |